# Je cours (chanson de Stromae)
Pour les articles homonymes, voir Je cours.
Singles de Stromae
House'llelujah
(2010) Peace or Violence
(2011)
Je cours est une chanson par le chanteur belge Stromae. Elle est extraite de son premier album studio Cheese et en est le quatrième single. La chanson est sortie en mars 2011 avec le vidéoclip.

## Classement hebdomadaire
| Classement (2010-2011)                  | Meilleure posotion |
| --------------------------------------- | ------------------ |
| Belgique (Flandre Ultratop 50 Singles)  | 16                 |
| Belgique (Wallonie Ultratop 50 Singles) | 15                 |